# MASwings
MASwings es una aerolínea regional que opera en el Este de Malasia. Ha heredado los vuelos previamente operados por FlyAsianXpress. Su primer vuelo tuvo lugar el 1 de octubre de 2007. Tiene su sede en Miri, Sarawak.
MASwings es una filial de Malaysia Airlines.

## Flota

### Flota actual
La flota de MASwings se compone de las siguientes aeronaves, con una edad media de 12.4 años (a julio de 2023):
| Avión            | En servicio | Pedidos | Opciones | Configuración de plazas | Rutas                             | Notas                      |
| ---------------- | ----------- | ------- | -------- | ----------------------- | --------------------------------- | -------------------------- |
| ATR 72-500       | 10          | 0       | 2        | 68                      | Rutas nacionales de corto alcance | Reemplazaron los Fokker 50 |
| DHC-6 Series 300 | 6           | 0       | 0        | 19                      | Rutas nacionales de corto alcance |                            |
| Total:           | 16          |         |          |                         |                                   |                            |

El 9 de noviembre de 2007, MASwings firmó un acuerdo de entendimiento para la adquisición de siete ATR 72-500 con opción a tres más para ampliar sus servicios en los estados de Sabah y Sarawak.

### Flota histórica
La aerolínea durante su existencia operó las siguientes aeronaves:

## Destinos

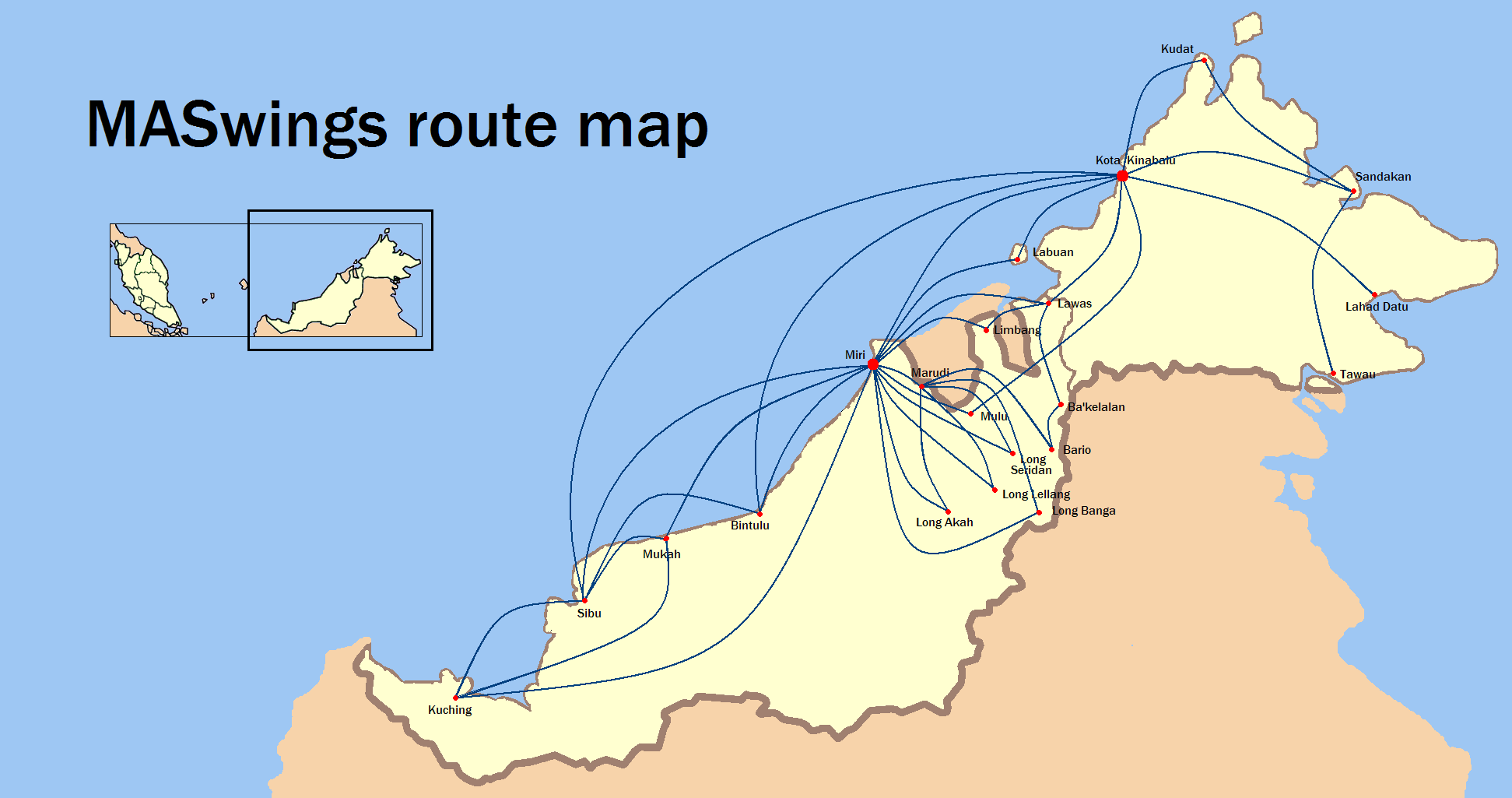
Mapa de rutas de MASwings

### Malasia

#### Territorio Federal
- Labuan (Aeropuerto de Labuan)

#### Sabah
- Kota Kinabalu (Aeropuerto Internacional de Kota Kinabalu) Hub
- Kudat (Aeropuerto de Kudat)
- Lahad Datu (Aeropuerto de Lahad Datu)
- Sandakan (Aeropuerto de Sandakan)
- Tawau (Aeropuerto de Tawau)

#### Sarawak
- Ba'kelalan (Aeropuerto de Ba'kelalan)
- Bario (Aeropuerto de Bario Sarawak)
- Bintulu (Aeropuerto de Bintulu)
- Kuching (Aeropuerto Internacional de Kuching)
- Lawas (Aeropuerto de Lawas)
- Limbang (Aeropuerto de Limbang)
- Long Akah (Aeropuerto de Long Akah)
- Long Banga (Aeropuerto de Long Banga)
- Long Lellang (Aeropuerto de Long Lellang)
- Long Seridan (Aeropuerto de Long Seridan)
- Marudi (Aeropuerto de Marudi)
- Miri (Aeropuerto Internacional de Miri) Hub
- Mukah (Aeropuerto de Mukah)
- Mulu (Aeropuerto de Mulu)
- Sibu (Aeropuerto de Sibu)
- Tanjung Manis (Aeropuerto de Tanjung Manis)

#### Destinos futuros
- Manila

## Accidentes e incidentes
- 13 de septiembre de 2008 - Un De Havilland Canada DHC-6-300 Twin Otter (9M-MDN) que operaba como vuelo 3540 de MASwings se salió de pista mientras efectuaba el vuelo de Miri a Ba'kelalan a través de Lawas. Había dos pilotos y doce pasajeros, y todos ellos sobrevivieron. El vuelo había partido del Aeropuerto de Lawas a las 08:45 y se estrelló mientras aterrizaba en el Aeropuerto de Ba'kelalan a las 09:34 hours.[7]